# ロテッロ
ロテッロ（イタリア語: Rotello）は、イタリア共和国モリーゼ州カンポバッソ県にある、人口約1,200人の基礎自治体（コムーネ）。

## 地理

### 位置・広がり

#### 隣接コムーネ
隣接するコムーネは以下の通り。括弧内のFGはフォッジャ県（プッリャ州）所属を示す。
- モンテロンゴ
- モントーリオ・ネイ・フレンターニ
- サン・マルティーノ・イン・ペンシリス
- サンタ・クローチェ・ディ・マリアーノ
- セッラカプリオーラ (FG)
- トッレマッジョーレ (FG)
- ウルーリ